# Agromyza uralensis
Agromyza uralensis este o specie de muște din genul Agromyza, familia Agromyzidae, descrisă de Zlobin în anul 2000. Conform Catalogue of Life specia Agromyza uralensis nu are subspecii cunoscute.